# ربکا هازه
ربکا هازه (آلمانی: Rebekka Haase؛ زادهٔ ۲ ژانویهٔ ۱۹۹۳) دونده سرعت زن اهل آلمان است.
وی در مسابقات کشوری و بین‌المللی در مجموع برندهٔ ۱ مدال طلا، ۴ مدال برنز شده است.